# 徐建华 (1977年)
徐建华（1977年5月—），山东聊城人，汉族，中国共产党党员。中华人民共和国政治人物、第十三届全国人民代表大会河北省代表。

## 生平
2018年，徐建华被选为河北省出席第十三届全国人民代表大会代表。